# Astoria Palace

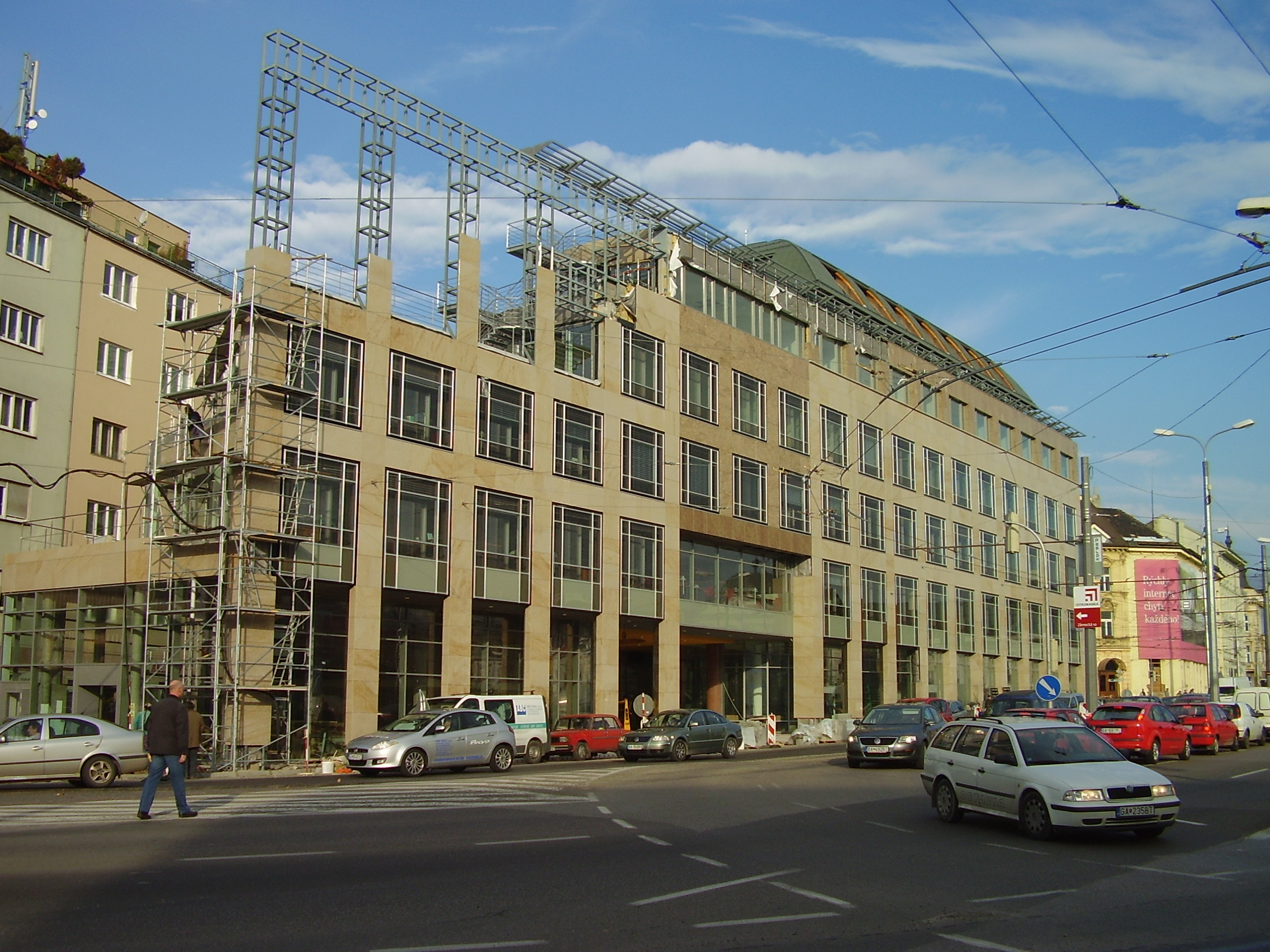
Astoria Palace od hotelu Crowne Plaza

Astoria Palace je polyfunkční administrativní budova v centru Bratislavy, v městské části Staré Město na Hodžově náměstí.
Výstavba začala v říjnu 2004, odkdy bylo v dané lokalitě zavedeno dopravní omezení, při kterém byl zabrán jeden jízdní pruh. Toto dopravní omezení bylo odstraněno koncem srpna 2007, a celá stavba byla dokončena počátkem roku 2008 s výjimkou podchodu na Hodžově náměstí.
Projekt komplexu se plánoval již od roku 1993 a dokončení komplexu bylo několikrát odloženo. S výstavbou Astoria Palace souvisí i rekonstrukce a zkulturnění podchodu na Hodžově náměstí. Samotná budova obsahuje sedm nadzemních podlaží, v parteru je výstup z podchodu a pěší komunikace, která propojuje ulice Palisády a Panenskou na Staroměstskou a je tu zastávka městské hromadné dopravy.